# 11348 Allegra
11348 Allegra è un asteroide della fascia principale. Scoperto nel 1997, presenta un'orbita caratterizzata da un semiasse maggiore pari a 2,8563001 UA e da un'eccentricità di 0,0605244, inclinata di 1,04781° rispetto all'eclittica.